# Homalispa cribripennis
Homalispa cribripennis là một loài bọ cánh cứng trong họ Chrysomelidae. Loài này được Wasterhouse miêu tả khoa học năm 1881.